# آبشار کوکنام
آبشار کوکنام (به اسپانیایی: Kukenaam، Salto) آبشاری است که در کشور ونزوئلا واقع شده‌است و بلندترین ریزشگاه آن ۶۸۰ متر ارتفاع دارد. این آبشار، سی و چهارمین آبشار بلند جهان است.